# Podeni
Podeni é uma comuna romena localizada no distrito de Mehedinţi, na região de Oltênia. A comuna possui uma área de 76.84 km² e sua população era de 1018 habitantes segundo o censo de 2007.